# أليسيا مور
أليسيا مور (بالإنجليزية: Alicia Moore)‏ (1790)؛ كاتِبة وروائية بريطانية.